# Alchemilla barbatiflora
Alchemilla barbatiflora es una especie de planta del género Alchemilla, perteneciente a la familia Rosaceae.

## Taxonomía
Alchemilla barbatiflora fue descrita por Juz. en 1934.

## Distribución
Se encuentra en el territorio de Transcaucasia y Turquía.